# روزولت، نیوجرسی
روزولت (به انگلیسی: Roosevelt) شهری در ایالت نیوجرسی کشور ایالات متحده آمریکا است که جمعیت آن در سرشماری سال ۲۰۱۰ میلادی، ۸۸۲ نفر بوده‌است.